# Raghbir Lal
Raghbir Lal Sharma (* 15. November 1929 in Rawalpindi; † 7. April 2025 in Neu-Delhi) war ein indischer Hockeyspieler, der 1952 und 1956 Olympiasieger wurde.

## Leben und Karriere
Raghbir Lal spielte während seines Studiums in der Universitätsmannschaft Hockey. Nach seinem Studium spielte Raghbir Lal in Indien für die Mannschaft der Polizei des Bundesstaates Punjab.
Aufgrund seiner Spielstärke wurde er früh in die indische Nationalmannschaft berufen. Bei den Olympischen Spielen 1952 in Helsinki spielte Raghbir Lal als Außenstürmer und erzielte im ersten Spiel der indischen Mannschaft beim 4:0-Sieg gegen die österreichische Auswahl das erste Tor. Beim 3:1-Halbfinalsieg gegen die Briten und beim 6:1-Finalsieg gegen die niederländische Auswahl gelang Lal kein Treffer.
1954 war Raghbir Lal bei einer Tournee der indischen Nationalmannschaft durch Malaya beteiligt, 1955 bei einer Tour durch Neuseeland. 
1956 bei den Olympischen Spielen in Melbourne kam Lal in der Vorrunde nur beim 16:0-Sieg gegen das Team der Vereinigten Staaten zum Einsatz. Dann war er erst wieder im Finale gegen die Mannschaft Pakistans dabei, die Inder siegten durch ein Tor von Randhir Singh Gentle.
Er starb  April 2025 im Alter von 95 Jahren in Neu-Delhi.